# So Proudly We Hail!
So Proudly We Hail! is een Amerikaanse film uit 1943 onder regie van Mark Sandrich. De film werd vier keer genomineerd voor een Oscar. Zo kreeg Paulette Goddard een nominatie voor Beste Vrouwelijke Bijrol.

## Verhaal
1941. Een groep verpleegsters wil van San Francisco naar Hawaï. Ze raken echter betrokken bij de slag bij Pearl Harbor en worden naar de Bataan gezonden. Hier komen ze onder het gezag van Janet Davidson. Zij ontdekt dat dit een groep onervaren verpleegsters is.

## Rolverdeling
| Acteur            | Personage             |
| ----------------- | --------------------- |
| Claudette Colbert | Janet 'Davy' Davidson |
| Paulette Goddard  | Joan O'Doul           |
| Veronica Lake     | Olivia D'Arcy         |
| George Reeves     | John Summers          |
| Barbara Britton   | Rosemary Larson       |
| Walter Abel       | Chaplain              |
| Sonny Tufts       | Kansas                |
| John Litel        | Dokter Harrison       |